# Copa do Mundo de ciclismo em pista de 2008-2009
A Copa do Mundo de ciclismo em pista de 2008–2009 é uma competição de ciclismo em pista organizada pela Union cycliste internationale. A temporada teve início a 31 de outubro de 2008 e terminou em 18 de fevereiro de 2009.

## Classificação por nações
| Faixa | País Equipo   | Man | Mel | Cal | Pek | Cop | Pontos |
| ----- | ------------- | --- | --- | --- | --- | --- | ------ |
| 1     | Alemanha      | 92  | 56  | 62  | 52  | 74  | 336    |
| 2     | Países Baixos | 41  | 60  | 17  | 72  | 99  | 289    |
| 3     | Reino Unido   | 133 | 36  | 15  | 32  | 57  | 273    |
| 4     | França        | 24  | 25  | 65  | 64  | 71  | 249    |
| 5     | Espanha       | 49  | 66  | 78  | 17  | 31  | 241    |
| 6     | China         | 41  | 38  | 23  | 108 | 31  | 241    |
| 7     | Team Toshiba  | 12  | 98  | 38  | 29  | 35  | 212    |
| 8     | Rússia        | 45  | 55  | 51  | 37  | 11  | 199    |
| 9     | Ucrânia       | 51  | 67  | 22  | 30  | 24  | 194    |
| 10    | Cofidis       | 25  | 26  | 51  | 26  | 44  | 172    |

## Homens

### Keirin

#### Resultados
| Data                    | Lugar      | 1.º               | 2.º              | 3.º              |
| ----------------------- | ---------- | ----------------- | ---------------- | ---------------- |
| 1.º de novembro de 2008 | Manchester | François Pervis   | Jason Kenny      | Teun Mulder      |
| 21 de novembro de 2008  | Melbourne  | Azizulhasni Awang | Andriy Vynokurov | François Pervis  |
| 13 de dezembro de 2008  | Cali       | Leonardo Narváez  | Jason Niblett    | Barry Forde      |
| 17 de janeiro de 2009   | Pequim     | Azizulhasni Awang | Grégory Baugé    | Teun Mulder      |
| 14 de fevereiro de 2009 | Copenhaga  | Kévin Sireau      | Hodei Mazquiarán | Andriy Vynokurov |

#### Classificação
| Pos. | Corredor             | Man | Mel | Cal | Peq | Cop | Pts |
| 1.   | Azizulhasni Awang    | -   | 12  | -   | 12  | -   | 24  |
| 2.   | Andriy Vynokurov     | 3   | 10  | -   | -   | 8   | 21  |
| 3.   | François Pervis      | 12  | 8   | -   | -   | -   | 20  |
| 4.   | Kévin Sireau         | -   | -   | 4   | -   | 12  | 16  |
| 5.   | Grégory Baugé        | -   | -   | -   | 10  | 6   | 16  |
| 6.   | Teun Mulder          | 8   | -   | -   | 8   | -   | 16  |
| 7.   | Leonardo Narváez     | -   | -   | 12  | -   | -   | 12  |
| 8.   | Hodei Mazquiarán     | 2   | -   | -   | -   | 10  | 12  |
| 9.   | Shane Perkins        | -   | 7   | -   | 5   | -   | 12  |
| 10.  | Simon van Velthooven | -   | 4   | -   | 7   | -   | 11  |
| -.   | Kamil Kuczynski      | 7   | -   | -   | -   | 4   | 11  |

### Quilómetro

#### Resultados
| Data                    | Lugar      | 1.º               | 2.º               | 3.º              |
| ----------------------- | ---------- | ----------------- | ----------------- | ---------------- |
| 31 de outubro de 2008   | Manchester | David Daniell     | Yevgen Bolirukh   | Kamil Kuczynski  |
| 20 de novembro de 2008  | Melbourne  | Michaël D'Almeida | Scott Sunderland  | Hao Li Wen       |
| 12 de dezembro de 2008  | Cali       | Stefan Nimke      | Yevgen Bolirukh   | Hao Li Wen       |
| 16 de janeiro de 2009   | Pequim     | Mohd Rizal Tisin  | François Pervis   | Kamil Kuczynski  |
| 13 de fevereiro de 2009 | Copenhaga  | Taylor Phinney    | Michaël D'Almeida | Quentin Lafargue |

#### Classificação
| Pos. | Corredor          | Man | Mel | Cal | Peq | Cop | Pts |
| 1.   | Yevgen Bolirukh   | 10  | 7   | 10  | -   | 6   | 33  |
| 2.   | Wen Hao Li        | 7   | 8   | 8   | 7   | -   | 30  |
| 3.   | Kamil Kuczynski   | 8   | -   | -   | 8   | 7   | 23  |
| 4.   | Michaël D'Almeida | -   | 12  | -   | -   | 10  | 22  |
| 5.   | David Daniell     | 12  | -   | -   | -   | 3   | 15  |
| 6.   | François Pervis   | -   | -   | -   | 10  | 4   | 14  |
| 7.   | Quentin Lafargue  | -   | 5   | -   | -   | 8   | 13  |
| 8.   | Stefan Nimke      | -   | -   | 12  | -   | -   | 12  |
| -.   | Mohd Rizal Tisin  | -   | -   | -   | 12  | -   | 12  |
| -.   | Taylor Phinney    | -   | -   | -   | -   | 12  | 12  |

### Velocidade individual

#### Resultados
| Data                    | Lugar      | 1.º           | 2.º               | 3.º              |
| ----------------------- | ---------- | ------------- | ----------------- | ---------------- |
| 2 de novembro de 2008   | Manchester | Jason Kenny   | Shane Perkins     | Matthew Crampton |
| 22 de novembro de 2008  | Melbourne  | Shane Perkins | Michaël D'Almeida | Jason Niblett    |
| 14 de dezembro de 2008  | Cali       | Kévin Sireau  | Stefan Nimke      | Mickaël Bourgain |
| 18 de janeiro de 2009   | Pequim     | Grégory Baugé | Zhang Lei         | Shane Perkins    |
| 15 de fevereiro de 2009 | Copenhaga  | Grégory Baugé | Mickaël Bourgain  | Kévin Sireau     |

#### Classificação
| Pos. | Corredor          | Man | Mel | Cal | Peq | Cop | Pts |
| 1.   | Shane Perkins     | 10  | 12  | -   | 8   | -   | 30  |
| 2.   | Grégory Baugé     | -   | -   | -   | 12  | 12  | 24  |
| 3.   | Michaël D'Almeida | 7   | 10  | -   | 7   | -   | 24  |
| 4.   | Kévin Sireau      | -   | -   | 12  | 3   | 8   | 23  |
| 5.   | Jason Kenny       | 12  | -   | -   | -   | 7   | 19  |
| 6.   | Mickaël Bourgain  | -   | -   | 8   | 1   | 10  | 19  |
| 7.   | Matthew Crampton  | 8   | -   | -   | -   | 5   | 13  |
| 8.   | François Pervis   | 5   | 7   | -   | -   | -   | 12  |
| 9.   | Teun Mulder       | -   | -   | -   | 6   | 6   | 12  |
| 10.  | Stefan Nimke      | -   | -   | 10  | -   | -   | 10  |
| -.   | Zhang Lei         | -   | -   | -   | 10  | -   | 10  |

### Velocidade por equipas

#### Resultados
| Data                    | Lugar      | 1.º                                                             | 2.º                                                              | 3.º                                                             |
| ----------------------- | ---------- | --------------------------------------------------------------- | ---------------------------------------------------------------- | --------------------------------------------------------------- |
| 31 de outubro de 2008   | Manchester | Team Sky + Hd Ross Edgar Jamie Staff Jason Kenny                | Polónia · Łukasz Kwiatkowski · Maciej Bielecki · Kamil Kuczynski | Alemanha · Mathias Stumpf · Sebastian Doehrer · René Enders     |
| 20 de novembro de 2008  | Melbourne  | Team Toshiba Daniel Ellis Jason Niblett Scott Sunderland        | Japão · Kazuya Narita · Yudai Nitta · Kazunari Watanabe          | Ucrânia · Yevgen Bolirukh · Yuriy Tsyupyk · Andriy Vynokurov    |
| 12 de dezembro de 2008  | Cali       | Alemanha · Carsten Bergemann · Robert Förstemann · Stefan Nimke | Team Toshiba Daniel Ellis Jason Niblett Scott Sunderland         | Cofidis Mickaël Bourgain Didier Henriette Kévin Sireau          |
| 16 de janeiro de 2009   | Pequim     | Cofidis Mickaël Bourgain François Pervis Kévin Sireau           | França · Grégory Baugé · Michaël D'Almeida · Thierry Jollet      | Alemanha · Sebastian Doehrer · Maximilian Levy · Mathias Stumpf |
| 13 de fevereiro de 2009 | Copenhaga  | Team Sky + Hd Chris Hoy Jamie Staff Jason Kenny                 | Cofidis Mickaël Bourgain François Pervis Kévin Sireau            | US Creteil Grégory Baugé Michaël D'Almeida Thierry Jollet       |

#### Classificação
| Pos. | Corredor      | Man | Mel | Cal | Peq | Cop | Pts |
| 1.   | Cofidis       | 4   | 6   | 8   | 12  | 10  | 40  |
| 2.   | Alemanha      | 8   | -   | 12  | 8   | -   | 28  |
| 3.   | Team Sky + HD | 12  | -   | -   | -   | 12  | 24  |
| 4.   | Toshiba       | -   | 12  | 10  | -   | -   | 22  |
| 5.   | Polónia       | 10  | -   | -   | 5   | 5   | 20  |
| 6.   | Japão         | 6   | 10  | -   | 3   | -   | 19  |
| 7.   | Ucrânia       | 3   | 8   | 6   | -   | 2   | 19  |
| 8.   | Rússia        | 5   | 7   | -   | 1   | 3   | 16  |
| 9.   | US Créteil    | 7   | -   | -   | -   | 8   | 15  |
| 10.  | França        | -   | -   | -   | 10  | 4   | 14  |

### Perseguição individual

#### Resultados
| Data                    | Lugar      | 1.º            | 2.º              | 3.º              |
| ----------------------- | ---------- | -------------- | ---------------- | ---------------- |
| 31 de outubro de 2008   | Manchester | Edward Clancy  | Vitaliy Shchedov | Valery Kaykov    |
| 20 de novembro de 2008  | Melbourne  | Jack Bobridge  | Alexei Markov    | Vitaliy Shchedov |
| 12 de dezembro de 2008  | Cali       | Sergi Escobar  | Valery Kaykov    | Arles Castro     |
| 16 de janeiro de 2009   | Pequim     | Jesse Sergent  | Vitaliy Shchedov | David O'Loughlin |
| 13 de fevereiro de 2009 | Copenhaga  | Taylor Phinney | David O'Loughlin | Alexei Markov    |

#### Classificação
| Pos. | Corredor           | Man | Mel | Cal | Peq | Cop | Pts |
| 1.   | Valery Kaykov      | 8   | -   | 10  | 6   | 7   | 31  |
| 2.   | Vitaliy Shchedov   | 10  | 8   | -   | 10  | -   | 28  |
| 3.   | Edward Clancy      | 12  | -   | -   | -   | 6   | 18  |
| 4.   | David O'Loughlin   | -   | -   | -   | 8   | 10  | 18  |
| -.   | Alexei Markov      | -   | 10  | -   | -   | 8   | 18  |
| 6.   | Sergi Escobar      | -   | -   | 12  | -   | 2   | 14  |
| 7.   | Eloy Teruel Rovira | 7   | 7   | -   | -   | -   | 14  |
| 8.   | Jack Bobridge      | -   | 12  | -   | -   | -   | 12  |
| -.   | Taylor Phinney     | -   | -   | -   | -   | 12  | 12  |
| -.   | Jesse Sergent      | -   | -   | -   | 12  | -   | 12  |

### Perseguição por equipas

#### Resultados
| Data                    | Lugar      | 1.º                                                                           | 2.º                                                                                                   | 3.º                                                                                          |
| ----------------------- | ---------- | ----------------------------------------------------------------------------- | --- | -------------------------------------------------------------------------------------------- |
| 1.º de novembro de 2008 | Manchester | Reino Unido · Edward Clancy · Steven Burke · Geraint Thomas · Robert Hayles   | Dinamarca · Michael Færk Christensen · Casper Jørgensen · Daniel Kreutzfeldt · Jens-Erik Madsen       | Países Baixos · Ismaël Kip · Peter Schep · Wim Stroetinga · Arno van der Zwet                |
| 21 de novembro de 2008  | Melbourne  | Austrália · Jack Bobridge · Rohan Dennis · Luke Durbridge · Mark Jamieson     | Espanha · Eloy Teruel Rovira · Antonio Tauler Llull · David Muntaner Juaneda · Unai Elorriaga Zubiaur | Ucrânia · Roman Kononenko · Sergiy Lagkuti · Lyubomyr Polatayko · Vitaliy Shchedov           |
| 13 de dezembro de 2008  | Cali       | Rússia · Arthur Ershov · Leonid Krasnov · Valery Kaykov · Vladimir Shchekunov | Espanha · Sergi Escobar · Asier Maeztu · Antonio Miguel Parra · Carlos Torrent                        | Colômbia · Edwin Ávila · Juan Esteban Arango · Arles Castro · Alexander González             |
| 17 de janeiro de 2009   | Pequim     | Team Toshiba Glenn O'Shea Rohan Dennis Leigh Howard Mark Jamieson             | Nova Zelândia · Sam Bewley · Peter Latham · Marc Ryan · Jesse Sergent                                 | Lokomotiv Arthur Ershov Valery Kaykov Leonid Krasnov Vladimir Shchekunov                     |
| 14 de fevereiro de 2009 | Copenhaga  | Reino Unido · Edward Clancy · Steven Burke · Chris Newton · Peter Kennaugh    | Espanha · Sergi Escobar · Eloy Teruel Rovira · David Muntaner Juaneda · Unai Elorriaga Zubiaur        | Dinamarca · Michael Færk Christensen · Niki Byrgesen · Daniel Kreutzfeldt · Jens-Erik Madsen |

#### Classificação
| Pos. | Corredor      | Man | Mel | Cal | Peq | Cop | Pts |
| 1.   | Espanha       | 4   | 10  | 10  | -   | 10  | 34  |
| 2.   | Reino Unido   | 12  | -   | -   | -   | 12  | 24  |
| 3.   | Dinamarca     | 10  | -   | -   | 6   | 8   | 24  |
| 4.   | Lokomotiv     | 7   | -   | -   | 8   | 7   | 22  |
| 5.   | Alemanha      | 5   | 6   | -   | 7   | 1   | 19  |
| 6.   | Nova Zelândia | -   | 7   | -   | 10  | -   | 17  |
| 7.   | Ucrânia       | 6   | 8   | -   | 2   | -   | 16  |
| 8.   | Rússia        | 3   | -   | 12  | -   | -   | 15  |
| 9.   | Países Baixos | 8   | -   | -   | 1   | 4   | 13  |
| 10.  | Austrália     | -   | 12  | -   | -   | -   | 12  |
| -.   | Team Toshiba  | -   | -   | -   | 12  | -   | 12  |

### Corrida por pontos

#### Resultados
| Data                    | Lugar      | 1.º            | 2.º                | 3.º                |
| ----------------------- | ---------- | -------------- | ------------------ | ------------------ |
| 31 de outubro de 2008   | Manchester | Chris Newton   | Eloy Teruel Rovira | Iljo Keisse        |
| 20 de novembro de 2008  | Melbourne  | Glenn O'Shea   | Joon Yong Seo      | Eloy Teruel Rovira |
| 12 de dezembro de 2008  | Cali       | Leonardo Duque | Peter Kennaugh     | Carlos Torrent     |
| 16 de janeiro de 2009   | Pequim     | Chris Newton   | Zachary Bell       | Rafał Ratajczyk    |
| 13 de fevereiro de 2009 | Copenhaga  | Wong Kam Po    | Marcel Barth       | Milão Kadlec       |

#### Classificação
| Pos. | Corredor           | Man | Mel | Cal | Peq | Cop | Pts |
| 1.   | Chris Newton       | 12  | -   | -   | 12  | 3   | 27  |
| 2.   | Glenn O'Shea       | 6   | 12  | -   | -   | -   | 18  |
| 3.   | Eloy Teruel Rovira | 10  | 8   | -   | -   | -   | 18  |
| 4.   | Zach Bell          | -   | -   | 7   | 10  | -   | 17  |
| 5.   | Wong Kam Po        | -   | -   | -   | 4   | 12  | 16  |
| 6.   | Ingmar De Poortere | -   | -   | 6   | -   | 7   | 13  |
| 7.   | Leonardo Duque     | -   | -   | 12  | -   | -   | 12  |
| 8.   | Rafał Ratajczyk    | -   | 3   | -   | 8   | -   | 11  |
| 9.   | Kazuhiro Mori      | -   | 6   | -   | 5   | -   | 11  |
| 10.  | Joon Yong Seo      | -   | 10  | -   | -   | -   | 10  |
| -.   | Peter Kennaugh     | -   | -   | 10  | -   | -   | 10  |
| -.   | Marcel Barth       | -   | -   | -   | -   | 10  | 10  |

### Scratch

#### Resultados
| Data                    | Lugar      | 1.º            | 2.º             | 3.º             |
| ----------------------- | ---------- | -------------- | --------------- | --------------- |
| 1.º de novembro de 2008 | Manchester | Wim Stroetinga | Tim Mertens     | Martin Bláha    |
| 21 de novembro de 2008  | Melbourne  | Ho Ting Kwok   | Leigh Howard    | Jason Christie  |
| 13 de dezembro de 2008  | Cali       | Zachary Bell   | Tim Mertens     | Carlos Torrent  |
| 17 de janeiro de 2009   | Pequim     | Hayden Godfrey | Chris Newton    | Rafał Ratajczyk |
| 14 de fevereiro de 2009 | Copenhaga  | Kazuhiro Mori  | Franco Marvulli | Daniel Holloway |

#### Classificação
| Pos. | Corredor        | Man | Mel | Cal | Peq | Cop | Pts |
| 1.   | Tim Mertens     | 10  | -   | 10  | -   | -   | 20  |
| 2.   | Rafał Ratajczyk | -   | 7   | -   | 8   | 5   | 20  |
| 3.   | Kazuhiro Mori   | -   | 3   | -   | 3   | 12  | 18  |
| 4.   | Zach Bell       | -   | -   | 12  | 4   | -   | 16  |
| 5.   | Leigh Howard    | -   | 10  | -   | -   | 6   | 16  |
| 6.   | Ho Ting Kwok    | -   | 12  | -   | 1   | -   | 13  |
| 7.   | Wim Stroetinga  | 12  | -   | -   | -   | -   | 12  |
| -.   | Hayden Godfrey  | -   | -   | -   | 12  | -   | 12  |
| 9.   | Chris Newton    | -   | -   | -   | 10  | -   | 10  |
| -.   | Franco Marvulli | -   | -   | -   | -   | 10  | 10  |

### Americanas

#### Resultados
| Data                    | Lugar      | 1.º                                                       | 2.º                                            | 3.º                                        |
| ----------------------- | ---------- | --------------------------------------------------------- | ---------------------------------------------- | ------------------------------------------ |
| 2 de novembro de 2008   | Manchester | Alemanha · Olaf Pollack · Roger Kluge                     | Bélgica · Kenny De Ketele · Iljo Keisse        | Rússia · Ivan Kovalev · Sergey Kolesnikov  |
| 22 de novembro de 2008  | Melbourne  | Espanha · Unai Elorriaga Zubiaur · David Muntaner Juaneda | Austrália · Cameron Meyer · Christopher Sutton | Alemanha · Henning Bommel · Fabian Schaar  |
| 14 de dezembro de 2008  | Cali       | Bélgica · Ingmar De Poortere · Tim Mertens                | Colômbia · Carlos Urán · Juan Esteban Arango   | Rússia · Artur Ershov · Valery Kaykov      |
| 18 de janeiro de 2009   | Pequim     | Team Toshiba Glenn O'Shea Leigh Howard                    | Reino Unido · Peter Kennaugh · Robert Hayles   | Alemanha · Roger Kluge · Ralf Matzka       |
| 15 de fevereiro de 2009 | Copenhaga  | Alemanha · Marcel Barth · Robert Bartko                   | Itália · Elia Viviani · Angelo Ciccone         | Países Baixos · Peter Schep · Pim Ligthart |

#### Classificação
| Pos. | Corredor      | Man | Mel | Cal | Peq | Cop | Pts |
| 1.   | Alemanha      | 12  | 8   | -   | 8   | 12  | 40  |
| 2.   | Espanha       | 1   | 12  | 7   | 7   | 3   | 30  |
| 3.   | Bélgica       | 10  | -   | 12  | -   | 7   | 29  |
| 4.   | Team Toshiba  | 6   | 7   | -   | 12  | 4   | 29  |
| 5.   | Reino Unido   | 5   | -   | 5   | 10  | -   | 20  |
| 6.   | Itália        | -   | 5   | -   | 4   | 10  | 19  |
| 7.   | Rússia        | 8   | -   | 8   | -   | -   | 16  |
| 8.   | Polónia       | -   | 6   | -   | 2   | 5   | 13  |
| 9.   | Colômbia      | 2   | -   | 10  | -   | -   | 12  |
| 10.  | Países Baixos | 4   | -   |     |     | 8   | 12  |

## Mulheres

### 500 metros

#### Resultados
| Data                    | Lugar      | 1.ª                | 2.º             | 3.º              |
| ----------------------- | ---------- | ------------------ | --------------- | ---------------- |
| 1.º de novembro de 2008 | Manchester | Victoria Pendleton | Jinjie Gong     | Miriam Welte     |
| 21 de novembro de 2008  | Melbourne  | Willy Kanis        | Jinjie Gong     | Kaarle McCulloch |
| 13 de dezembro de 2008  | Cali       | Simona Krupeckaitė | Lisandra Guerra | Sandie Claro     |
| 17 de janeiro de 2009   | Pequim     | Simona Krupeckaitė | Jinjie Gong     | Yulei Xu         |
| 14 de fevereiro de 2009 | Copenhaga  | Lisandra Guerra    | Sandie Claro    | Willy Kanis      |

#### Classificação
| Pos. | Corredor           | Man | Mel | Cal | Peq | Cop | Pts |
| 1.   | Jinjie Gong        | 10  | 10  | -   | 10  | -   | 30  |
| 2.   | Simona Krupeckaitė | -   | -   | 12  | 12  | -   | 24  |
| 3.   | Lisandra Guerra    | -   | -   | 10  | -   | 12  | 22  |
| 4.   | Willy Kanis        | -   | 12  | -   | -   | 8   | 20  |
| 5.   | Victoria Pendleton | 12  | -   | -   | -   | 6   | 18  |
| 6.   | Sandie Claro       | -   | -   | 8   | -   | 10  | 18  |
| 7.   | Kaarle McCulloch   | -   | 8   | 7   | -   | -   | 15  |
| 8.   | Elisa Frisoni      | -   | 7   | -   | 4   | 4   | 15  |
| 9.   | Wai Sze Lee        | 3   | 4   | 5   | 2   | 1   | 15  |
| 10.  | Yulei Xu           | -   | 6   | -   | 8   | -   | 14  |

### Keirin

#### Resultados
| Data                    | Lugar      | 1.ª                | 2.º           | 3.º             |
| ----------------------- | ---------- | ------------------ | ------------- | --------------- |
| 2 de novembro de 2008   | Manchester | Victoria Pendleton | Diana García  | Jinjie Gong     |
| 22 de novembro de 2008  | Melbourne  | Willy Kanis        | Elisa Frisoni | Christin Muche  |
| 14 de dezembro de 2008  | Cali       | Simona Krupeckaitė | Clara Sanchez | Lisandra Guerra |
| 18 de janeiro de 2009   | Pequim     | Simona Krupeckaitė | Shuang Guo    | Willy Kanis     |
| 15 de fevereiro de 2009 | Copenhaga  | Clara Sanchez      | Elisa Frisoni | Shuang Guo      |

#### Classificação
| Pos. | Corredor           | Man | Mel | Cal | Peq | Cop | Pts |
| 1.   | Willy Kanis        | -   | 12  | -   | 8   | 7   | 27  |
| 2.   | Simona Krupeckaitė | -   | -   | 12  | 12  | -   | 24  |
| 3.   | Elisa Frisoni      | -   | 10  | -   | 3   | 10  | 23  |
| 4.   | Clara Sanchez      | -   | -   | 10  | -   | 12  | 22  |
| 5.   | Shuang Guo         | -   | -   | -   | 10  | 8   | 18  |
| 6.   | Sandie Claro       | -   | -   | 7   | 5   | 6   | 18  |
| 7.   | Victoria Pendleton | 12  | -   | -   | -   | 5   | 17  |
| 8.   | Lulu Zheng         | -   | -   | 5   | 6   | 3   | 14  |
| 9.   | Jinjie Gong        | 8   | 5   | -   | -   | -   | 13  |
| 10.  | Diana García       | 10  | -   | 2   | -   | -   | 12  |

### Velocidade individual

#### Resultados
| Data                    | Lugar      | 1.ª                | 2.º            | 3.º             |
| ----------------------- | ---------- | ------------------ | -------------- | --------------- |
| 31 de outubro de 2008   | Manchester | Victoria Pendleton | Lulu Zheng     | Lyubov Shulika  |
| 20 de novembro de 2008  | Melbourne  | Lyubov Shulika     | Christin Muche | Kerrie Meares   |
| 12 de dezembro de 2008  | Cali       | Simona Krupeckaitė | Clara Sanchez  | Lisandra Guerra |
| 16 de janeiro de 2009   | Pequim     | Simona Krupeckaitė | Lyubov Shulika | Willy Kanis     |
| 13 de fevereiro de 2009 | Copenhaga  | Victoria Pendleton | Clara Sanchez  | Lyubov Shulika  |

#### Classificação
| Pos. | Corredor           | Man | Mel | Cal | Peq | Cop | Pts |
| 1.   | Lyubov Shulika     | 8   | 12  | -   | 10  | 8   | 38  |
| 2.   | Lulu Zheng         | 10  | -   | 7   | 6   | 4   | 27  |
| 3.   | Simona Krupeckaitė | -   | -   | 12  | 12  | -   | 24  |
| -.   | Victoria Pendleton | 12  | -   | -   | -   | 12  | 24  |
| 5.   | Willy Kanis        | -   | 6   | -   | 8   | 7   | 21  |
| 6.   | Clara Sanchez      | -   | -   | 10  | -   | 10  | 20  |
| 7.   | Kaarle McCulloch   | -   | 7   | 4   | -   | 2   | 13  |
| 8.   | Christin Muche     | 2   | 10  | -   | -   | -   | 12  |
| 9.   | Shuang Guo         | -   | -   | -   | 7   | 5   | 12  |
| 10.  | Lisandra Guerra    | -   | -   | 8   | -   | 3   | 11  |

### Velocidade por equipas

#### Resultados
| Data                    | Lugar      | 1.ª                                            | 2.º                                               | 3.º                                                |
| ----------------------- | ---------- | ---------------------------------------------- | ------------------------------------------------- | -------------------------------------------------- |
| 2 de novembro de 2008   | Manchester | Reino Unido · Anna Blyth · Jessica Varnish     | Alemanha · Christin Muche · Miriam Welte          | Rússia · Victoria Baranova · Svetlana Grankovskaya |
| 22 de novembro de 2008  | Melbourne  | Países Baixos · Yvonne Hijgenaar · Willy Kanis | Austrália · Kerrie Meares · Emily Rosemond        | Coreia do Sul Jin Gu Hyon Won Gyeong Kim           |
| 14 de dezembro de 2008  | Cali       | França · Sandie Claro · Clara Sanchez          | Alemanha · Kristina Vogel · Miriam Welte          | Lituânia · Gintarė Gaivenytė · Simona Krupeckaitė  |
| 18 de janeiro de 2009   | Pequim     | Países Baixos · Yvonne Hijgenaar · Willy Kanis | Lituânia · Gintarė Gaivenytė · Simona Krupeckaitė | China · Jinjie Gong · Lulu Zheng                   |
| 15 de fevereiro de 2009 | Copenhaga  | Team Toshiba Kaarle McCulloch Anna Meares      | Alemanha · Kristina Vogel · Miriam Welte          | China · Shuang Guo · Lulu Zheng                    |

#### Classificação
| Pos. | Corredor      | Man | Mel | Cal | Peq | Cop | Pts |
| 1.   | Alemanha      | 10  | -   | 10  | -   | 10  | 30  |
| 2.   | Polónia       | 7   | -   | 7   | 5   | 6   | 25  |
| 3.   | Países Baixos | -   | 12  | -   | 12  | -   | 24  |
| 4.   | França        | -   | -   | 12  | 7   | -   | 19  |
| -.   | Reino Unido   | 12  | -   | -   | -   | 7   | 19  |
| 6.   | Lituânia      | -   | -   | 8   | 10  | -   | 18  |
| 7.   | China         | -   | -   | -   | 8   | 8   | 16  |
| 8.   | Tailândia     | -   | 7   | -   | 2   | 4   | 13  |
| 9.   | Hong Kong     | -   | -   | 4   | 4   | 5   | 13  |
| 10.  | Team Toshiba  | -   | -   | -   | -   | 12  | 12  |

### Perseguição individual

#### Resultados
| Data                    | Lugar      | 1.ª               | 2.º               | 3.º             |
| ----------------------- | ---------- | ----------------- | ----------------- | --------------- |
| 31 de outubro de 2008   | Manchester | Wendy Houvenaghel | Tara Whitten      | Joanna Rowsell  |
| 20 de novembro de 2008  | Melbourne  | Joanna Rowsell    | Josephine Tomic   | Lada Kozlíková  |
| 11 de dezembro de 2008  | Cali       | Vilija Sereikaitė | María Luisa Cale  | Tara Whitten    |
| 16 de janeiro de 2009   | Pequim     | Alison Shanks     | Vilija Sereikaitė | Svitlana Galyuk |
| 13 de fevereiro de 2009 | Copenhaga  | Eleonora van Dijk | Tara Whitten      | Joanna Rowsell  |

#### Classificação
| Pos. | Corredor           | Man | Mel | Cal | Peq | Cop | Pts |
| 1.   | Joanna Rowsell     | 8   | 12  | -   | -   | 8   | 28  |
| 2.   | Tara Whitten       | 10  | -   | 8   | -   | 10  | 28  |
| 3.   | Vilija Sereikaitė  | -   | -   | 12  | 10  | -   | 22  |
| 4.   | Eleonora van Dijk  | 7   | -   | -   | -   | 12  | 19  |
| 5.   | Josephine Tomic    | 10  | -   | -   | 6   | -   | 16  |
| 6.   | Charlotte Becker   | 7   | 6   | -   | 3   | -   | 16  |
| 7.   | Svitlana Galyuk    | 3   | 4   | -   | 8   | -   | 15  |
| 8.   | Elena Chalykh      | -   | -   | 6   | 7   | -   | 13  |
| -.   | Dalilia Rodriguez  | -   | -   | 7   | -   | 6   | 13  |
| 10.  | Tatsiana Sharakova | 6   | -   | 5   | -   | 2   | 13  |

### Perseguição por equipas

#### Resultados
| Data                    | Lugar      | 1.ª                                                                   | 2.º                                                              | 3.º                                                                |
| ----------------------- | ---------- | --------------------------------------------------------------------- | ---------------------------------------------------------------- | ------------------------------------------------------------------ |
| 2 de novembro de 2008   | Manchester | Team 100% Me Elizabeth Armitstead Katie Colclough Joanna Rowsell      | Alemanha · Charlotte Becker · Christina Becker · Lisa Brennauer  | Ucrânia · Svitlana Galyuk · Lesya Kalitovska · Lyubov Shulika      |
| 22 de novembro de 2008  | Melbourne  | Reino Unido · Elizabeth Armitstead · Katie Colclough · Joanna Rowsell | Austrália · Ashlee Ankudinoff · Sarah Kent · Josephine Tomic     | Ucrânia · Svitlana Galyuk · Lesya Kalitovska · Lyubov Shulika      |
| 14 de dezembro de 2008  | Cali       | Cuba · Dalila Rodríguez · Yudelmis Domínguez · Yumari González        | Colômbia · Elizabeth Agudelo · Andrea Botero · María Luisa Cale  | Itália · Giorgia Bronzini · Annalisa Cucinotta · Marta Tagliaferro |
| 18 de janeiro de 2009   | Pequim     | Nova Zelândia · Kaytee Boyd · Lauren Ellis · Alison Shanks            | China · Fã Jiang · Feiyan Sun · Cui Wang                         | Rússia · Evgeniya Romanyuta · Olga Slyusareva · Elena Chalykh      |
| 15 de fevereiro de 2009 | Copenhaga  | Team 100% Me Elizabeth Armitstead Katie Colclough Joanna Rowsell      | Países Baixos · Vera Koedooder · Eleonora van Dijk · Amy Pieters | Alemanha · Verena Jooß · Christina Becker · Lisa Brennauer         |

#### Classificação
| Pos. | Corredor      | Man | Mel | Cal | Peq | Cop | Pts |
| 1.   | Team 100% Me  | 12  | -   | -   | -   | 12  | 24  |
| 2.   | Alemanha      | 10  | -   | -   | 6   | 8   | 24  |
| 3.   | Nova Zelândia | -   | 5   | -   | 12  | -   | 17  |
| -.   | Cuba          | -   | -   | 12  | -   | 5   | 17  |
| 5.   | Ucrânia       | 8   | 8   | -   | -   | -   | 16  |
| 6.   | Países Baixos | -   | -   | -   | 4   | 10  | 14  |
| 7.   | Rússia        | -   | 6   | -   | 8   | -   | 14  |
| 8.   | Bélgica       | 7   | -   | -   | -   | 7   | 14  |
| 9.   | Reino Unido   | -   | 12  | -   | -   | -   | 12  |
| 10.  | Espanha       | 5   | 7   | -   | -   | -   | 12  |

### Corrida por pontos

#### Resultados
| Data                    | Lugar      | 1.ª                  | 2.º             | 3.º              |
| ----------------------- | ---------- | -------------------- | --------------- | ---------------- |
| 1.º de novembro de 2008 | Manchester | Elizabeth Armitstead | Lucy Martin     | Katie Colclough  |
| 21 de novembro de 2008  | Melbourne  | Evgenia Romanyuta    | Leire Olaberría | Belinda Goss     |
| 13 de dezembro de 2008  | Cali       | Giorgia Bronzini     | Yumari González | Tara Whitten     |
| 17 de janeiro de 2009   | Pequim     | Jarmila Machačová    | Cui Wang        | Giorgia Bronzini |
| 14 de fevereiro de 2009 | Copenhaga  | Eleonora van Dijk    | Katie Colclough | Shelley Olds     |

#### Classificação
| Pos. | Corredor             | Man | Mel | Cal | Peq | Cop | Pts |
| 1.   | Giorgia Bronzini     | -   | -   | 12  | 8   | 5   | 25  |
| 2.   | Jarmila Machačová    | 6   | -   | -   | 12  | -   | 18  |
| 3.   | Katie Colclough      | 8   | -   | -   | -   | 10  | 18  |
| 4.   | Leire Olaberría      | 7   | 10  | -   | -   | -   | 17  |
| 5.   | Elizabeth Armitstead | 12  | -   | -   | -   | 4   | 16  |
| 6.   | Shelley Olds         | 3   | -   | -   | 5   | 8   | 16  |
| 7.   | Belinda Goss         | -   | 8   | -   | 7   | -   | 15  |
| -.   | Tara Whitten         | -   | -   | 8   | -   | 7   | 15  |
| 9.   | Evgenia Romanyuta    | -   | 12  | -   | -   | -   | 12  |
| -.   | Eleonora van Dijk    | -   | -   | -   | -   | 12  | 12  |

### Scratch

#### Resultados
| Data                    | Lugar      | 1.ª                  | 2.º                | 3.º                     |
| ----------------------- | ---------- | -------------------- | ------------------ | ----------------------- |
| 31 de outubro de 2008   | Manchester | Elizabeth Armitstead | Tara Whitten       | Alexandra Greenfield    |
| 20 de novembro de 2008  | Melbourne  | Elizabeth Armitstead | Annalisa Cucinotta | Evgenia Romanyuta       |
| 12 de dezembro de 2008  | Cali       | Annalisa Cucinotta   | Yumari González    | Gema Pascual Torrecilla |
| 16 de janeiro de 2009   | Pequim     | Evgenia Romanyuta    | Giorgia Bronzini   | Belinda Goss            |
| 13 de fevereiro de 2009 | Copenhaga  | Elizabeth Armitstead | Vera Koedooder     | Andrea Wolfer           |

#### Classificação
| Pos. | Corredor             | Man | Mel | Cal | Peq | Cop | Pts |
| 1.   | Elizabeth Armitstead | 12  | 12  | -   | -   | 12  | 36  |
| 2.   | Evgenia Romanyuta    | 4   | 8   | -   | 12  | -   | 24  |
| 3.   | Annalisa Cucinotta   | -   | 10  | 12  | -   | -   | 22  |
| 4.   | Leire Olaberría      | 7   | 7   | -   | -   | 5   | 19  |
| 5.   | Jarmila Machačová    | 2   | -   | -   | 6   | 7   | 15  |
| 6.   | Belinda Goss         | -   | 4   | -   | 8   | -   | 12  |
| 7.   | Shelley Olds         | 5   | -   | -   | 3   | 4   | 12  |
| 8.   | Tara Whitten         | 10  | -   | 1   | -   | -   | 11  |
| 9.   | Rebecca Quinn        | 6   | 5   | -   | -   | -   | 11  |
| 10.  | Yumari González      | -   | -   | 10  | -   | -   | 10  |
| -.   | Giorgia Bronzini     | -   | -   | -   | 10  | -   | 10  |
| -.   | Vera Koedooder       | -   | -   | -   | -   | 10  | 10  |